# Svjetlica (riba)
Svjetlica (latinski: Telestes polylepis) endemska je vrsta šaranke. Nastanjuje manja krška slatkovodna područja u okolici Kapele.